# Ohrlöffel-Leimkraut
Das Ohrlöffel-Leimkraut (Silene otites) ist eine Pflanzenart aus der Gattung der Leimkräuter (Silene) innerhalb der Familie der Nelkengewächse (Caryophyllaceae). Sie ist in Eurasien weitverbreitet.

## Beschreibung

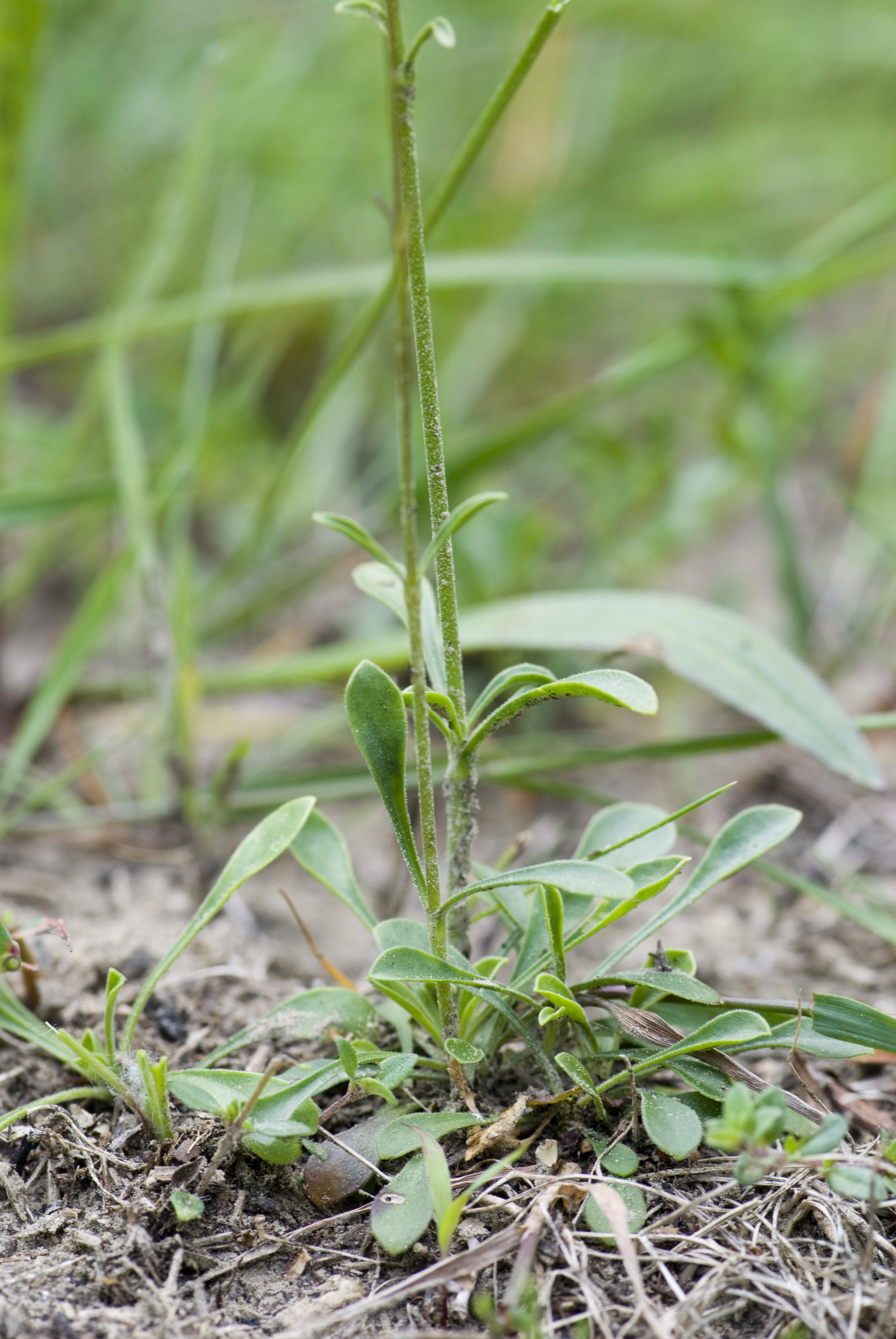
Stängel und Laubblätter

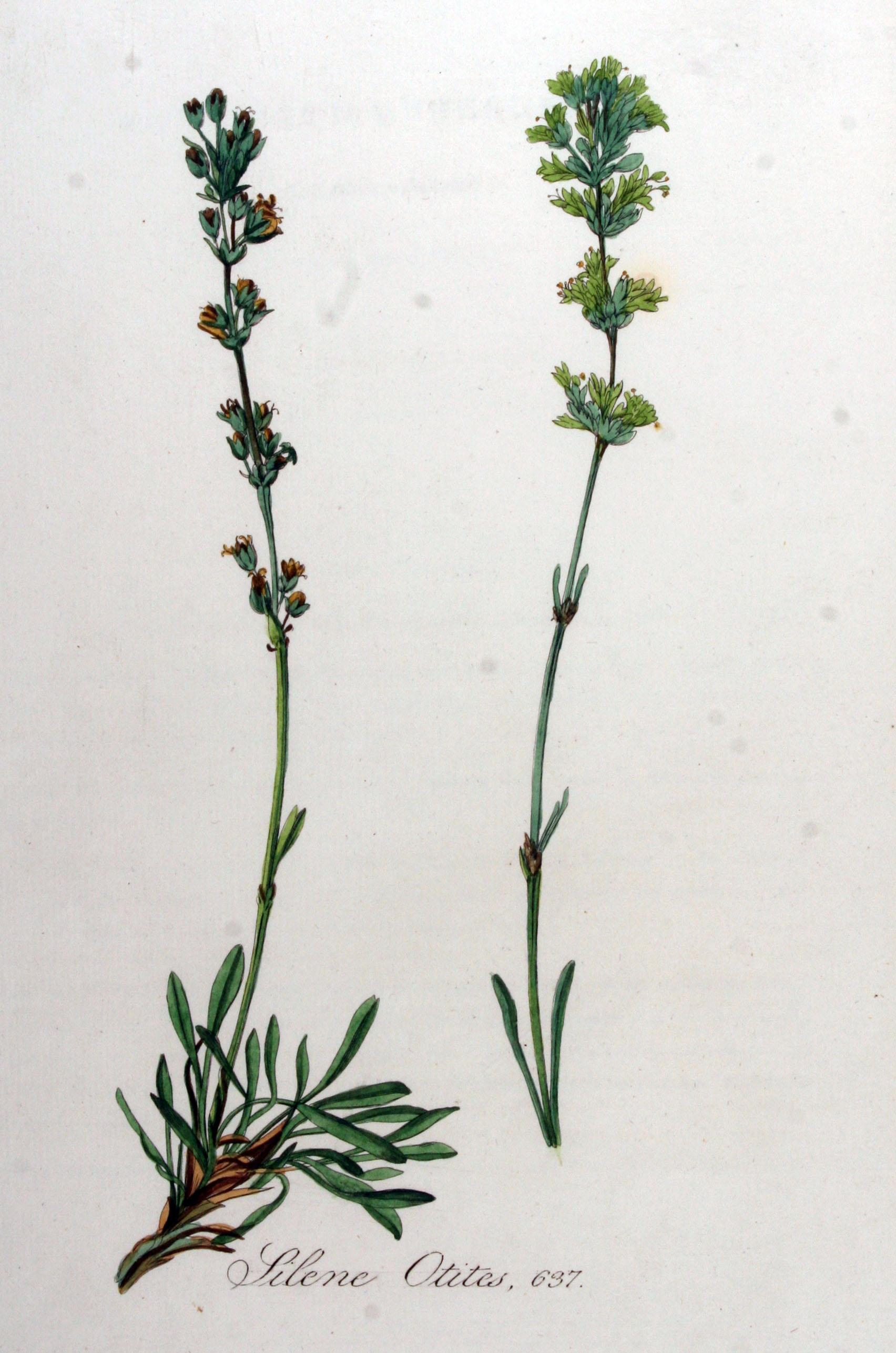
Illustration

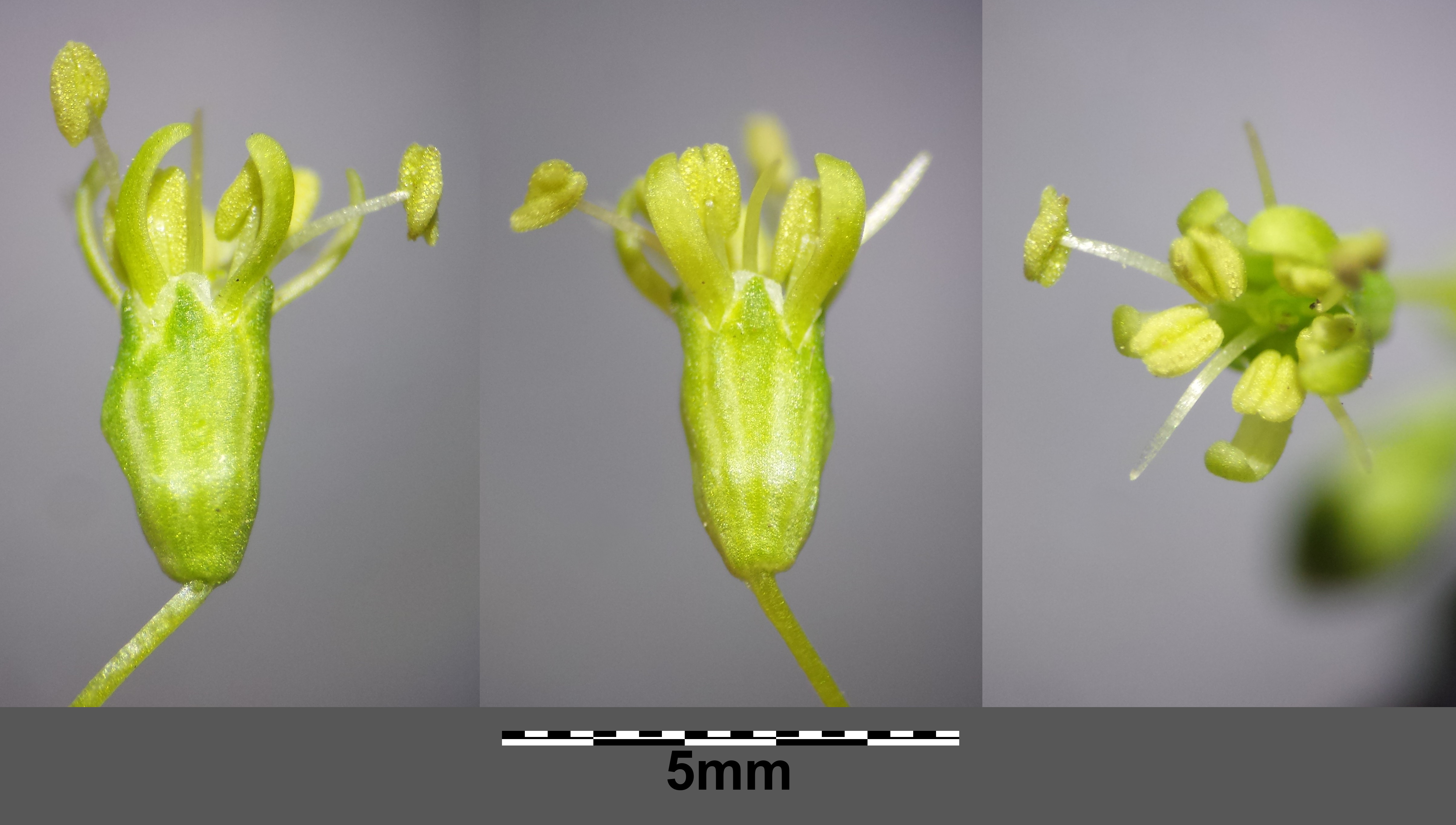
Blüten

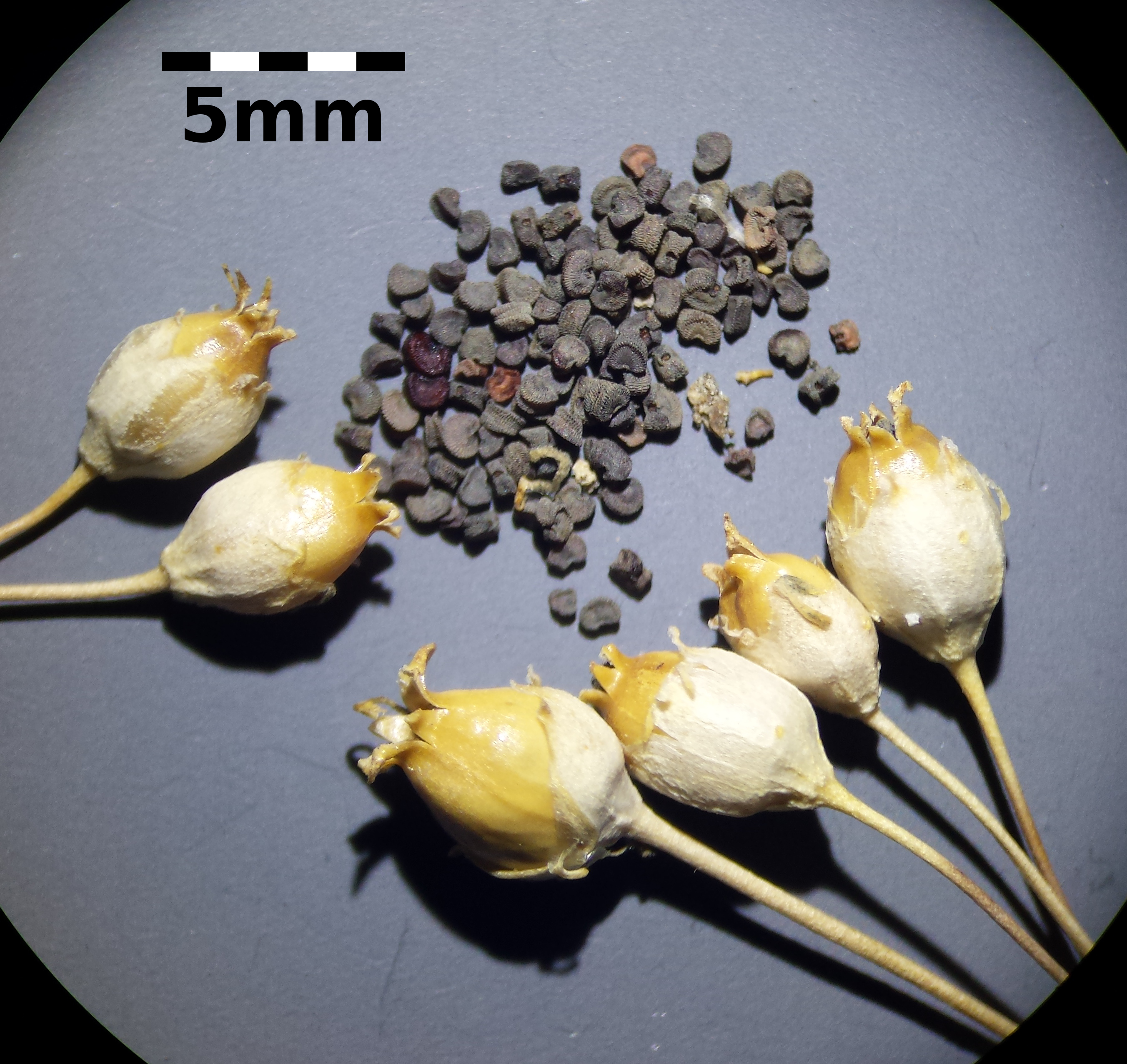
Kapselfrüchte mit Samen

### Vegetative Merkmale
Das Ohrlöffel-Leimkraut wächst als ausdauernde krautige Pflanze und erreicht Wuchshöhen von 20 bis 60 (bis 120) Zentimetern. Der Stängel ist kurz behaart und im oberen Bereich drüsig klebrig. Die Laubblätter sind in grundständigen Rosetten angeordnet. Die grundständigen Blätter sind spatelförmig und lang gestielt; sie sind dicht kurzhaarig.  Die Stängelblätter sind kurz gestielt. Die Blattspreite ist bei einer Länge von 2 bis 8 Zentimetern spatelig-lanzettlich.

### Generative Merkmale
Die Blütezeit erstreckt sich von Mai bis Oktober, hauptsächlich von Juni bis Juli. Das Ohrlöffel-Leimkraut ist zweihäusig getrenntgeschlechtig (diözisch), männliche Exemplare sollen häufiger sein als weibliche. Der traubige oder ährige Blütenstand enthält viele Blüten. Er besteht aus einem schmalen Thyrsus mit drei- bis sieben-blütigen Teilblütenständen, deren Blüten dicht gebüschelt stehen. Der Blütenstiel ist kahl. Die eingeschlechtigen Blüten sind fünfzählig mit doppelter Blütenhülle. Der kahle Kelch ist 4 bis 6 Millimeter lang, keulig-glockig bis trichterförmig und fünfzähnig. Die fünf einfachen Kronblätter sind 3 bis 4 Millimeter lang, zungenförmig und gelb-grün. Es sind drei freie Griffel, jedoch keine Nebenkrone, vorhanden.
Die Kapselfrucht ist bei einer Länge von 3,5 bis 6 Millimetern eiförmig und sechszähnig. Das Karpophor ist sehr kurz. Die Samen sind nierenförmig, flach gefurcht und haben einen Durchmesser von 0,6 bis 1,1 Millimetern.
Die Chromosomenzahl beträgt 2n = 24.

## Ökologie
Das Ohrlöffel-Leimkraut ist eine Rosettenpflanze. Die in der Nacht duftenden Blüten, locken als Bestäuber kleine Schmetterlinge und Stechmücken an.

## Vorkommen und Gefährdung
Das Verbreitungsgebiet des Ohrlöffel-Leimkrauts erstreckt sich von Italien, Frankreich und Dänemark durch Osteuropa bis Zentralasien. In Mitteleuropa hat es seine Verbreitungsgrenze. Es kommt in Europa in folgenden Ländern vor: Spanien, Frankreich, Großbritannien, Deutschland, den Niederlanden, Dänemark, Polen, Litauen, Lettland, Estland, Schweiz, Italien, Österreich, Tschechien, Slowakei, Ungarn, Rumänien, Slowenien, Kroatien, Serbien, Montenegro, Albanien, Nordmazedonien, Griechenland, Bulgarien und Türkei.
Das Ohrlöffel-Leimkraut braucht steinige flachgründige Lehm- oder Sandböden, die humos locker und eher trocken sein sollten. Es ist wärmebedürftig und kommt deshalb vorwiegend in Gegenden vor, in denen die Sommer verhältnismäßig warm und trocken sind, aber auch dort ist es sehr selten. Es besiedelt in Mitteleuropa Trockenrasen, trockene Sandflächen und steinige Hänge im Tiefland östlich der Elbe, in den Mittelgebirgen und in trockenen Bereichen der Zentralalpentäler. Es ist in Mitteleuropa eine Charakterart der Ordnung Festucetalia valesiacae, kommt aber auch in Pflanzengesellschaften der Verbände Koelerio-Phleion, Xerobromion oder auf Küstendünen des Verbands Koelerion glaucae vor.
In Österreich tritt das Ohrlöffel-Leimkraut im pannonischen Gebiet zerstreut, im sonstigen Gebiet selten auf Trockenrasen in der collinen bis submontanen Höhenstufe auf. Die Abgrenzung und Verbreitung der zwei auftretenden Unterarten Silene otites subsp. otites und subsp. hungarica ist noch unzureichend erforscht. Die Vorkommen erstrecken sich auf die Bundesländer Wien, das Burgenland, Niederösterreich und vermutlich die Steiermark. In Österreich gilt das Ohrlöffel-Leimkraut als „gefährdet“, im nördlichen Alpenvorland und im Alpengebiet als „stark gefährdet“. In der Schweiz gilt diese Art als „potentiell gefährdet“.
Die ökologischen Zeigerwerte nach Landolt et al. 2010 sind in der Schweiz: Feuchtezahl F = 1 (sehr trocken), Lichtzahl L = 5 (sehr hell), Reaktionszahl R = 4 (neutral bis basisch), Temperaturzahl T = 4 (kollin), Nährstoffzahl N = 2 (nährstoffarm), Kontinentalitätszahl K = 5 (kontinental).

## Systematik und Verbreitung

### Taxonomie
Die Erstveröffentlichung erfolgte 1753 unter dem Namen (Basionym) Cucubalus otites durch Carl von Linné in Species Plantarum, Tomus I, Seite 415. Die Neukombination zu Silene otites (L.) Wibel wurde 1799 durch August Wilhelm Eberhard Christoph Wibel in Primitiae Florae Werthemensis, Seite 241 veröffentlicht.

### Unterarten und ihre Verbreitung
Je nach Autor gibt es mehrere Unterarten:
- Silene otites (L.) Wibel subsp. otites: Sie kommt von Europa bis zum nördlichen Iran vor. In Europa kommt sie in fast allen Ländern vor und fehlt nur in Portugal, Irland, Island, Belgien, Norwegen, Schweden, Finnland, Russland, Belarus und in der Ukraine.[4]
- Silene otites subsp. baldaccii (Rohlena) Zi. Pavletić: Sie kommt im Gebiet des früheren Jugoslawien vor.[4]
- Silene otites subsp. colpophylla (Wrigley) J.-M.Tison (Syn.: Silene colpophylla Wrigley): Diese Neukombination erfolgte 2021 und diese Unterart kommt im südöstlichen Frankreich vor.[7]
- Silene otites subsp. hungarica Wrigley: Sie kommt in Italien, Ungarn, Polen, Rumänien, in der Slowakei und möglicherweise auch in Österreich vor.[4]

## Bilder

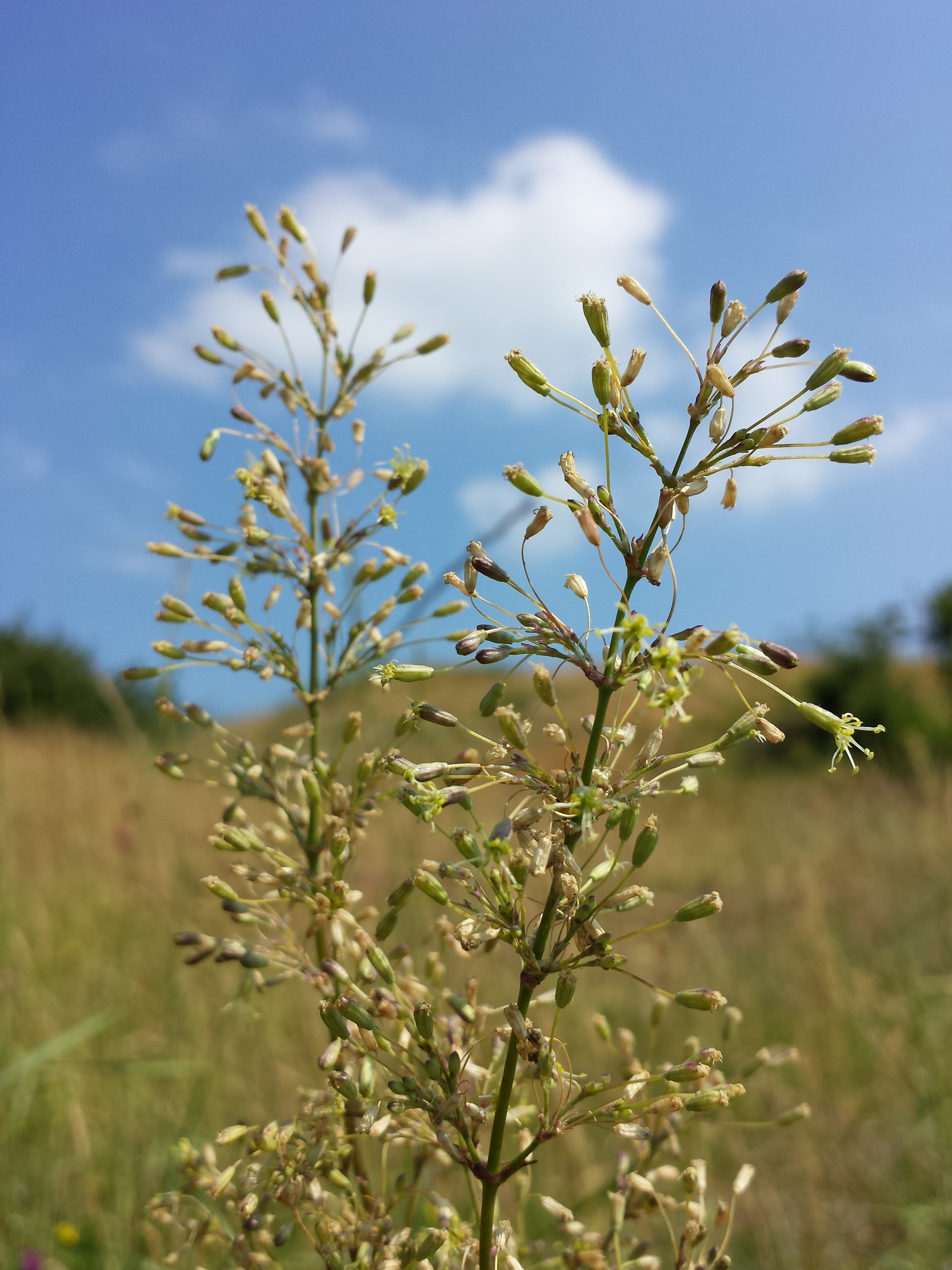
Blütenstand eines männlichen Individuums
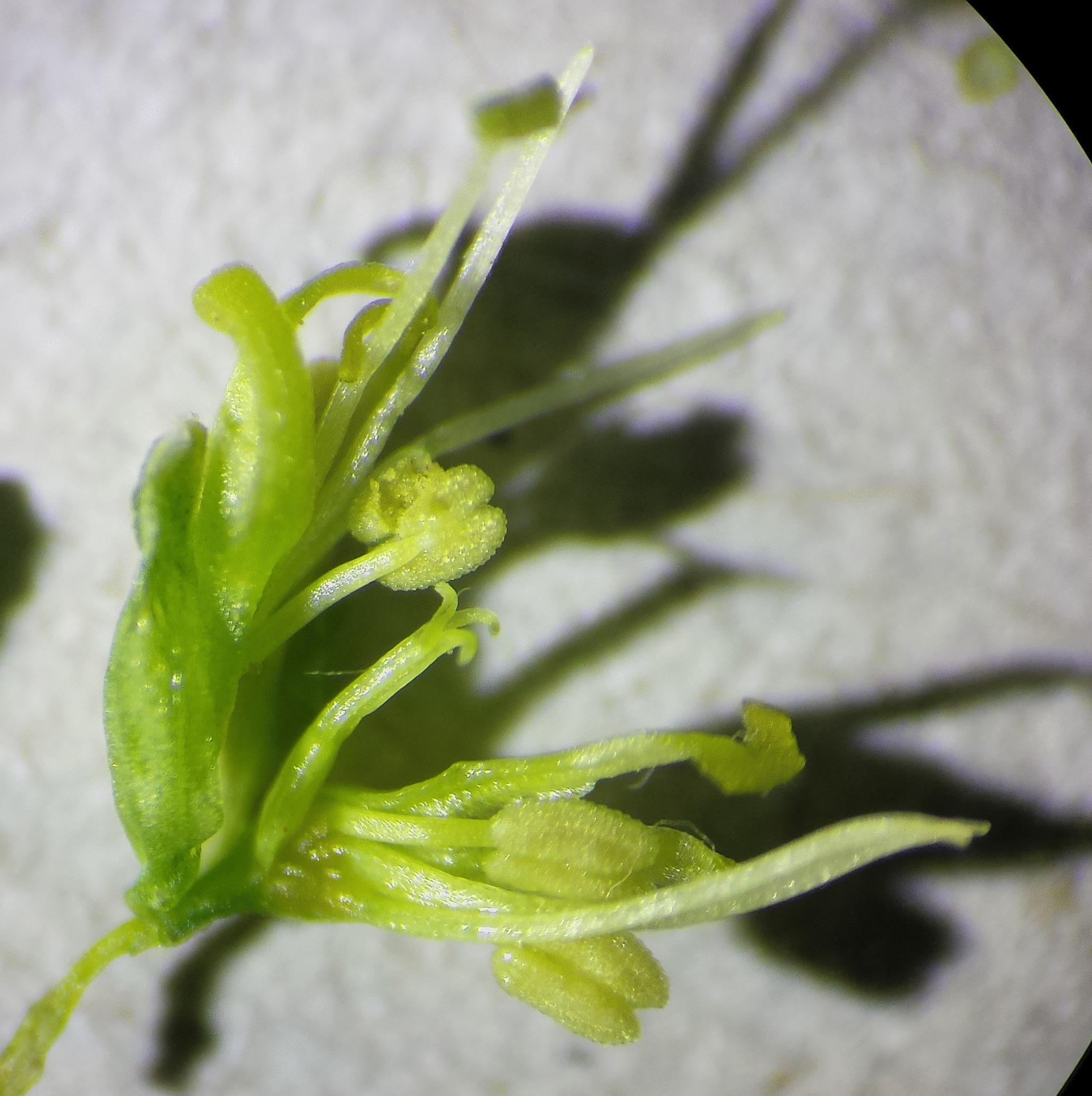
Geöffnete Blüte eines männlichen Individuums: neben den fertilen Staubblättern ist ein steriler, evolutionär rückgebildeter Fruchtknoten erkennbar
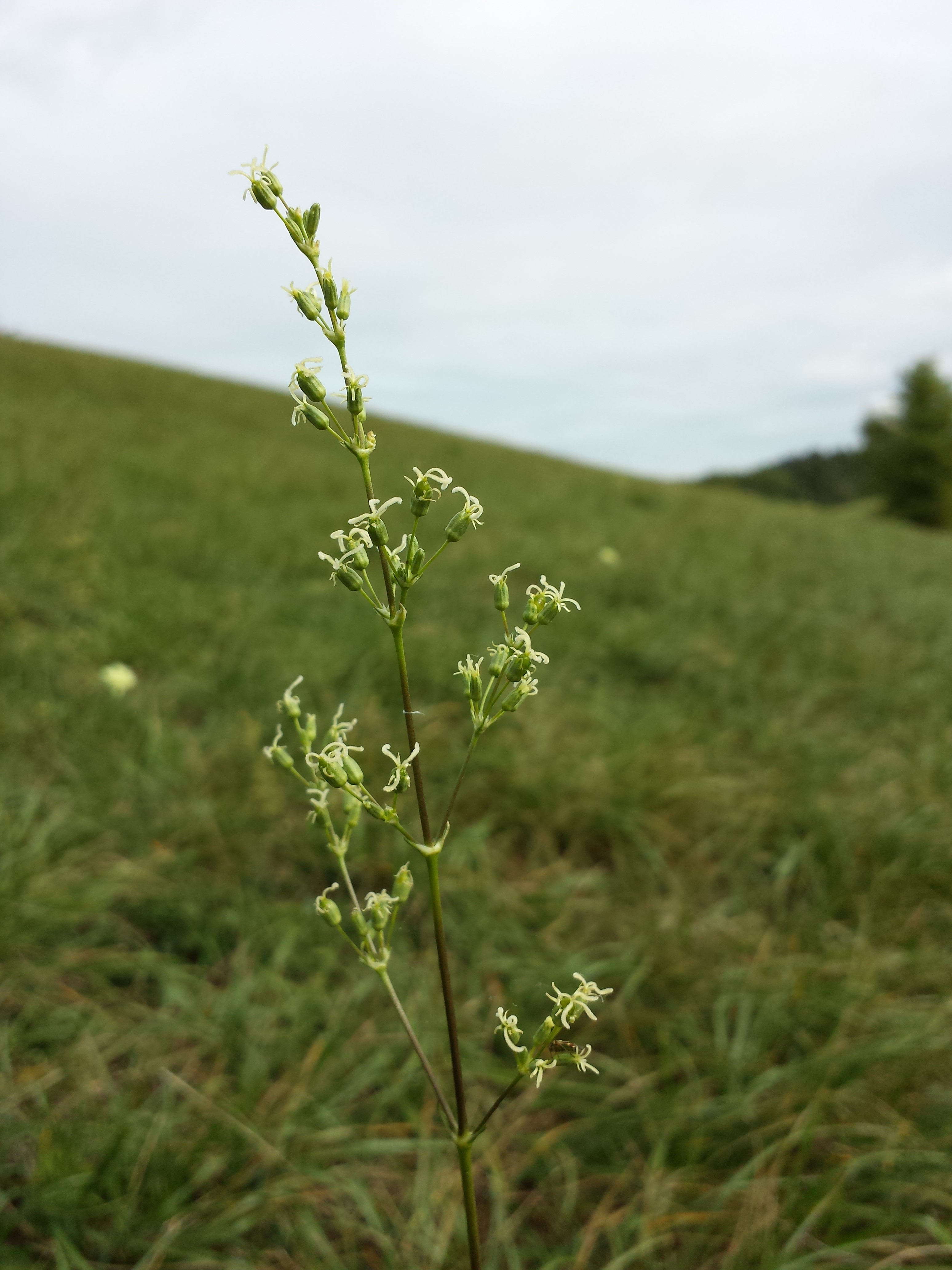
Blütenstand eines weiblichen Individuums
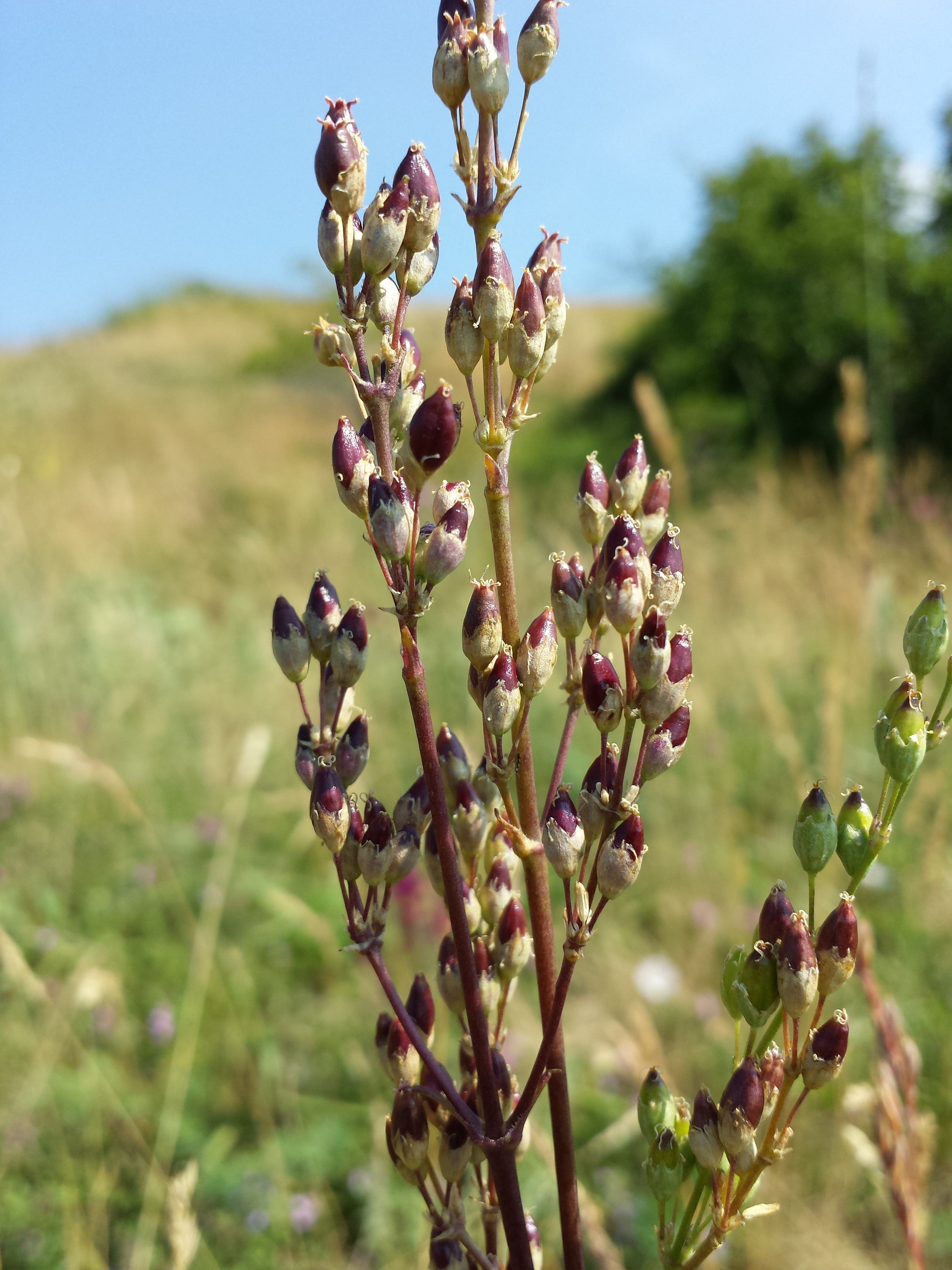
Fruchtendes (weibliches) Individuum
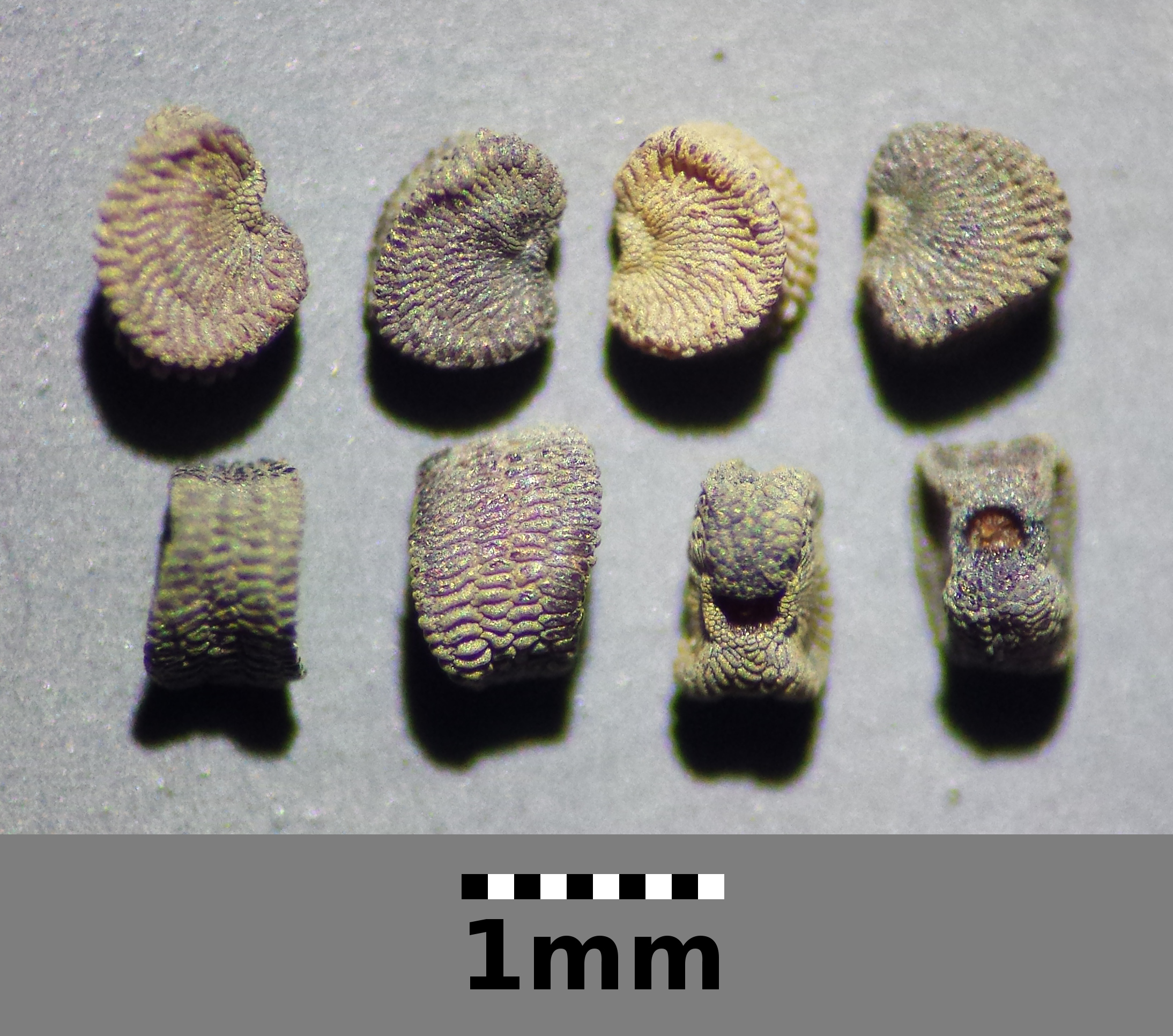
Samen